# 캔디 클라크
캔디 클라크(Candy Clark, 1947년 6월 20일 ~ )는 미국의 배우이다.

## 영화
- 청춘 낙서
- 지구에 떨어진 사나이
- 블루 썬더
- 뱀파이어 해결사 (영화)
- 체리 폴스
- 조디악 (2007년 영화)
- 인포먼트 (2009년 영화)

## 텔레비전
- 매그넘 P.I.
- 크리미널 마인드